# Kong Decheng

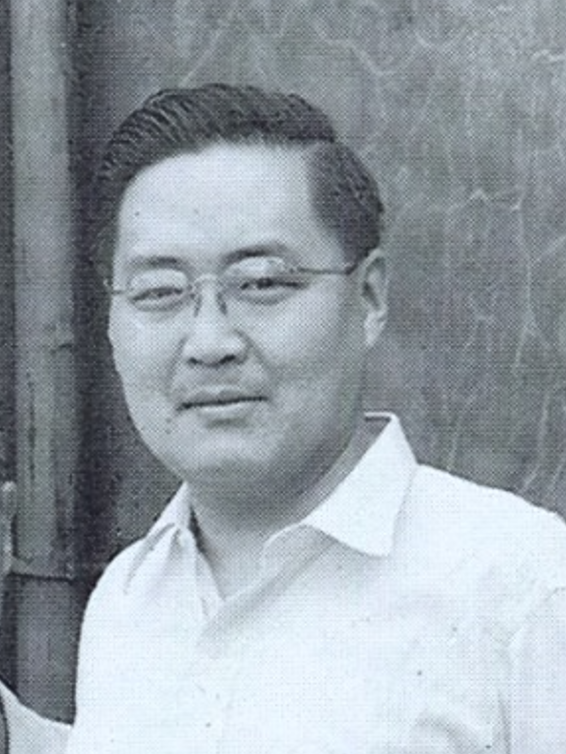
Kong Decheng (1951)

Kong Decheng (chinesisch 孔德成, Pinyin Kǒng Déchéng, W.-G. K'ung Te-ch'eng; daher auch häufig Kung Te-cheng; * 23. Februar 1920 in Qufu; † 28. Oktober 2008 in Taipeh) war ein Nachkomme des Konfuzius in der 77. Generation. Er war von 1920 bis 1935 der letzte Herzog Yansheng und ab 1935 bis zu seinem Tode der erste zeremonielle Beamte für Konfuzius (大成至聖先師奉祀官,  Dàchéng zhìshèng xiānshī fèngsì guān). Er war außerdem Professor für chinesische Literatur und bekleidete mehrere Regierungsämter.

## Leben
Kong Decheng kam 1920 in Qufu, der Heimatstadt des Konfuzius, zur Welt. Er war das dritte Kind und der einzige Sohn des Kong Lingyi (孔令貽), damals Herzog Yansheng. Seine Mutter war dessen zweite Konkubine Wang Baocui (王寶翠). Da sein Vater vor seiner Geburt starb, wurde er nach alter Tradition bereits als Neugeborener zum neuen Herzog Yansheng ernannt. Er war der letzte Inhaber des Titels, ehe dieser 1935 von der Regierung abgeschafft und durch das Amt des zeremoniellen Beamten für Konfuzius (大成至聖先師奉祀官,  Dàchéng zhìshèng xiānshī fèngsì guān) ersetzt wurde. Als solcher war er formell einem Minister der Republik China gleichgestellt.
1938 gab es Gerüchte, dass die Japaner ihn für eine Marionettenregierung rekrutieren wollten. Puyi, der letzte Kaiser der Qing-Dynastie, war zu diesem Zeitpunkt bereits als Oberhaupt des Marionettenstaats Manchukuo eingesetzt worden. Der 17-jährige Kong Decheng, der kurz vor Beginn des Zweiten Japanisch-Chinesischen Krieges ins heutige Wuhan geflohen war und seinen entfernten Verwandten, den damaligen Premierminister H. H. Kung getroffen hatte, antwortete, als er auf das Gerücht angesprochen wurde:

„Die Japaner haben sich noch nie an mich gewandt! […] Ich sehe mich den Befehlen der chinesischen Regierung unterworfen. Ich bin ein Patriot und bereit, zu den Waffen zu greifen und gegen die Japaner zu kämpfen, sobald ich das Alter für den Militärdienst erreicht habe, also 18 Jahre  … meine Frau erwartet ein Kind.“

Nach der Niederlage der Kuomintang im Chinesischen Bürgerkrieg floh Kong Decheng mit der Regierung nach Taiwan. Von 1946 bis 1991 war er Abgeordneter der Nationalversammlung und wirkte als solcher bei der Ausarbeitung der Verfassung der Republik China von 1947 mit. Von 1956 bis 1964 war er Direktor des Nationalen Palastmuseums, eines 1925 in Peking begründeten Museums, das 1949 nach Taipeh verlagert worden war. Von 1984 bis 1993 war er Präsident des Prüfungs-Yuan sowie Berater des Präsidenten der Republik China. Er starb 2008 im Alter von 88 Jahren. Sein Enkel Kong Zuichang wurde sein Nachfolger. Mittlerweile ist das Amt nur noch symbolischer Natur und wird nicht mehr vergütet.